# Каски (народ)

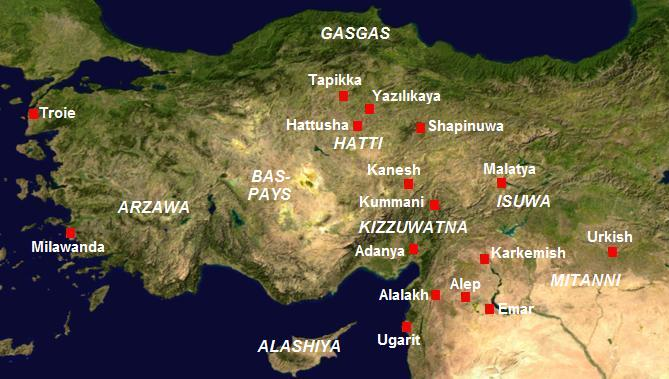
Каски на территории Анатолии

Ка́ски (кашки, кашаки, каскейцы, Ga-as-ga) — народность (группа племён), населявшая северо-восточную Анатолию и Южное Причерноморье (Понт) в течение II тыс. до н. э., от реки Галиса (Кызылырмак) или западнее, до верхнего Евфрата к западу от современного Эрзинджана, включая долины рек Ирис (Ешильырмак) и Лик (Келькит). Говорили на языке, родственном языку хаттов.
Данная народность засвидетельствована в клинописных надписях древней Малой Азии.
Иногда их называют — каскайские племена.

## Общие сведения
Каски были естественной причиной расширения Хеттской империи севернее указанных областей. Известно, что каски нападали на хеттскую столицу Хаттуса.
Вероятно, каски вытеснили носителей палайского языка из Палы.
До XIV века до н. э. у касков сохранялась «военная демократия».
В XII веке до н. э. (по ассирийским источникам), каски обитали на восточной периферии Малой Азии, по соседству с племенами табал и мушки.
От касков на территориях их проживания осталось лишь некоторое количество названий местностей, населённых пунктов и имен лиц.
Последние упоминания о касках относятся к VIII—VII векам до н. э.

## История
Во время царствования хеттского царя Тудхалии II (примерно 1430 год до н. э.), каски захватили руины священного города Нерик. Его наследник Арнуванда I, вознес молитвы богам, чтобы вернуть Нерик империи, он также упомянул Камамму и Цалпуву как города, некогда бывшими хеттскими, но попавшие под власть касков. Арнуванда предпринял несколько безуспешных попыток подчинить касков и наложить на них дань.
Между царствованием Арнуванды и Суппилулиумы I, записи Машат-Хуюка фиксируют, что саранча опустошила посевы касков. Голодающие племена касков вместе с восточными союзниками из Ацци-Хаяса и Исувы обрушились на Хеттскую империю и сожгли Хаттусу. Вероятно, что они также сожгли другую хеттскую столицу — Сапинуву. Внук Суппилулиумы Хаттусили II в середине 1200 года до н. э. писал, что каски «сделали Ненассу своей границей» и что их союзники из Ацци-Хайасы сделали то же самое с Самухой.
В письмах из Амарны, Аменхотеп III писал царю Арцавы Тархунте-Раду, что «страна Хаттусы» уничтожена и далее просит послать ему несколько людей из племени касков, о которых он слышал. В конечном счёте Тудхалия и Суппилулиума отвоевали Хаттусу. Однако, каски продолжали оставаться угрозой. Их военную мощь характеризует тот факт, что в  одной из битв они выставили 800 колесниц.
Во время недуга Арнуванды II, хетты беспокоились, что каски из Ишупиты и Камаммы могут воспользоваться разразившейся чумой в Хеттской империи. Командир хеттских войск Ханнутти  пошёл в поход на Ишупиты, однако там он скончался. Ишупита осталась вне империи.
Брат Арнуванды и его наследник Мурсили II записал в анналах, что он подавил это восстание. В следующее десятилетие каски были активны в Дурмитте и в Типии, в стране Зихаррия околы горы Тарикариму, и у горы Ашарпая на пути в Палу. Восставшие каски рассыпались по этим землям в виде разбойничьих отрядов. Позже Мурсили разбил по частям восставших касков. Однако каски объединились под предводительством Пиххунии из страны Типия, который, как гласят хеттские хроники, правил "по-царски". Пиххуния занял Иститину вплоть до города Зарисса. Мурсили всё же разбил его и привёл его как пленника в Хаттусу.
Мурсили перешёл к оборонительной стратегии, построив на границе империи цепь укреплений. Но даже несмотря на это, в начале XIII столетия до н. э., во время царствования хеттского царя Муваталли II, каски грабили Хаттусу. Муваталли перенёс столицу в Тархунтассу и назначил своего брата (будущего Хаттусили III) правителем северных земель. Хаттусили разбил касков во время отвоевания Нерика, и когда взошёл на престол снова сделал Хаттусу столицей.
Хеттская империя пала во время бедствий около 1200 года до н. э. и нашествия «народов моря». Ассирийский царь Тиглатпаласар I записал в конце 1200 года до н. э., что каски и их союзники мушки активны в районах, бывших ядром Хеттской империи. Тиглитпаласар разбил их, после чего каски исчезают из исторических источников. Когда в исторических источниках снова появляются сведения о территории Малой Азии, территории касков оказываются заняты киммерийцами.

## Этническая принадлежность
Этноним «каска» сохранился в языке осетин для обозначения адыгов (черкесов) — «кæсгон (ед.ч.), кæсгæттæ, кæсæг (мн.ч.)». А также в обозначении адыгов у сванов и мингрелов — «кашаг». 
Древнеармянское — «Гашк'» (Գաշք), древнегрузинское — «кашаг, кашаки», византийское — «касах», арабское — «кашак, кешек», древнерусское — «касог», это обозначения адыгов (черкесов).
И. М. Дьяконов писал, что ассирийские источники конца II тыс. до н. э., упоминают в связи с касками также племена абешлайцев и урумейцев. И предполагал, что племенное название абешлайцев, как и название касков, может быть истолковано как принадлежащее к абхазо-адыгской языковой группе или близкородственной ей.
По мнению И. Зингера, каски и хатты — это разные ветви одного и того же народа. Однако, если хатты были покорены и ассимилированы хеттами, то каски были вытеснены на периферию своей прежней территории.

## Сведения Масуди
Значительно позже, в 943 году арабский историк, географ и путешественник аль-Масуди, сообщал :

За пределами страны аланов, между Кавказом и морем Рум (Roum, или Чёрное), обитают кешеки.

«Эта нация миролюбивая, и исповедует религию магов. В этих краях нет ни одного народа, мужчины которого имели бы более правильные черты, более яркий цвет лица и были бы так стройны станом. Говорят, что их женщины изумительной красоты и весьма сладострастны. Для своей одежды кешеки употребляют белые полотна, греческие шелка, малинового цвета атлас, а также другие, затканные золотом, шелковые ткани. Несмотря на то, что аланы более могущественный народ, они не могли, однако, покорить кешеков; они сопротивляются, укрываясь в крепостях, которыми владеют по берегу моря. Одни утверждают, что это море Рум, другие, что это Нитис (Понт). Несомненно, однако, что кешеки находятся недалеко от города Трапезунда; они постоянно сообщаются с этим городом, плавая к его берегам в своих галерах, в которых отвозят и привозят товары. Кешеки ещё не смогли померяться силами в открытом бою с аланами, потому что у них нет вождя, который мог бы их объединить. Если бы они жили в полном согласии, ни аланы, ни какой другой народ не смогли бы устоять против них. Слово „кешек“ — персидское и означает — „гордый“, „надменный“.»

## Язык
До начала 2000-х гг. как каскейские были определены ряд топонимов и имён богов. В 2023 г. Давид Сассевиль выдвинул предположение, что неизвестный язык, засвидетельствованный в архиве Хаттусы, может быть каскейским.